# Andreas Kariolu
Andreas Kariolu, gr. Ανδρέας Καριόλου (ur. 24 listopada 1982) – cypryjski sportowiec, specjalizujący się w windsurfingu, trzykrotny uczestnik letnich igrzysk olimpijskich (Ateny 2004, Pekin 2008 oraz Londyn 2012). W pierwszych dwóch występach został sklasyfikowany na 13. miejscu, w Londynie na 17. w konkurencji windsurfingu mężczyzn.